# Isdès
Dans la mythologie égyptienne, Isdès est une divinité funéraire mineure, un des nombreux juges du tribunal de l'âme présidé par Osiris dans le monde des morts. Son nom apparaît dans le chapitre 17 du Livre des morts.
Isdès est aussi assimilé au dieu Thot.